# Fritz Wunschel
Fritz Wunschel (* 25. April 1891 in Bamberg; † April 1945 in Neustadt (Dosse)) war ein deutscher Jurist und Richter am Reichsverwaltungsgericht.

## Leben
Wunschel wuchs in Bamberg auf und studierte Rechtswissenschaft an der Universität München. Während des Studiums wurde er 1911 Mitglied des Corps Ratisbonia. Nach Beginn des Ersten Weltkriegs wurde er als Leutnant zum Bayerischen 3. Infanterie-Regiment abkommandiert.
Nach Kriegsende schloss er sein Studium ab, wurde zum Dr. iur. promoviert und fand seine erste berufliche Anstellung 1922 als Beamter bei der Oberpostdirektion in Nürnberg. Von dort wurde er zunächst 1932 in das Reichspostministerium versetzt, bis er im Januar 1938 zum Richter am Preußischen Oberverwaltungsgericht ernannt wurde. Von dort wurde er 1941 als Reichsrichter an das Reichsverwaltungsgericht berufen.

## Werke
- Aufgaben und Befugnisse der Amtsvorsteherausschüsse im Rahmen der Beamtenausschüsse bei der Deutschen Reichspost. Fürth: Schröder, 1930.